# Karol Wild (1824–1885)
Karol Kazimierz Wild (26. dubna 1824 – 6. března 1885 Lvov) byl polský knihkupec, nakladatel, politický aktivista.

## Životopis
Narodil se v roce 1824. Byl synem Karola, který v roce 1796 založil ve Lvově knihkupectví. V činnosti svého otce pokračoval od roku 1849 po dobu 30 let. Stal se knihkupcem a nakladatelem. Provozoval knihkupectví v Dominikańské ulici ve Lvově. a na Haličské ulici. Vydával vědecké a literární publikace. Vydával také časopis „Dziennik Literacki“. Spolupracoval s Karolem Pollakem ze Sanoku, především v oblasti vydávání školních učebnic. Své publikace představil na Světové výstavě ve Vídni v roce 1873. Svou činnost vykonával nezištně a nepočítal se ziskem. V důsledku toho v roce 1879 přišel o své jmění a zavřel knihkupectví („Gazeta Lwowska“ ze 7. března 1885 ho popisuje spíše jako amatéra a mecenáše literatury než jako obchodníka s tvrdou a obětavou prací). V roce 1882 převzalo knihkupectví Karola Wilda nakladatelství Gubrynowicz a Schmidt (vedené Władysławem Gubrynowiczem, který se vyučil u K. Wilda, a Władysławem Schmidtem). Byl považován za jednoho z nejvýznamnějších lvovských občanů. Přispěl k rozvoji intelektuálního života v Haliči v době rakouského záboru.
Byl také politickým aktivistou ve Lvově. Působil jako radní lvovské městské rady. Za své zásluhy byl v roce 1870 jmenován poslancem třetího funkčního období rakouské říšské rady ve Vídni.
Zemřel 6. března 1885 ve Lvově ve věku 61 let. Byl pohřben ve Lvově; jeho pohřbu se zúčastnilo mnoho obyvatel města i návštěvníků a nad jeho hrobem promluvili Władysław Gubrynowicz a Władysław Bełza. Lvovští knihkupci se solidárně rozhodli zavřít svá knihkupectví na dobu pohřbu Karola Wilda a rozhodli se také vydat jeho životopis a financovat jeho náhrobek. Byl pohřben na Lyčakivském hřbitově ve Lvově.
Jeho osudy popsal Zbigniew Sudolski v knize Walka z życiem. korespondencja lwowskiej rodziny Wildów, která vyšla v roce 2001.

## Soukromý život
Přibližně od roku 1850 byl ženatý s Leonií rozenou Maciejowskou (1834-1878), dcerou lvovského lékaře Felixe Maciejowského, klavíristy a bojovníka za nezávislost během lednového povstání. Do roku 1863 se jim narodilo pět dětí (čtyři synové, včetně Karola, který zemřel v roce 1897 ve věku 43 let, a dcery Eugenie, narozené v roce 1853). O výchovu dětí Karola a Leonie Wildových se starala Zofia Romanowiczówna.